# 왕대비
왕대비(王大妃)는 선왕의 왕비를 뜻한다.

## 개요
한국의 경우, 고려 시대 말, 몽골의 지배로 관제가 격하되기 이전까지는 대대로 왕의 어머니를 왕태후(王太后)라 부르다가, 그 이후 왕대비(王大妃)로 격하되어 조선 말기까지 왕대비로 불리었다. 호칭은 전하(殿下)이다.
왕대비보다 한 단계 낮은 대비(大妃)라는 등급이 등장한 것은 조선 후기 헌종 사후의 일이다. 왕대비를 지낸 왕비들 중 효정왕후만이  대비를 거쳐 왕대비가 되었다. 그러나 대비, 왕대비, 대왕대비 모두를 아울러 포괄적인 의미로 대비라고 부를 수도 있었다.

## 같이 보기
- 조선의 역대 왕대비
- 대왕대비
- 대비
- 황태후
- 왕태후